# Enoplognatha bidens
Enoplognatha bidens là một loài nhện trong họ Theridiidae.
Loài này thuộc chi Enoplognatha. Enoplognatha bidens được Eugène Simon miêu tả năm 1908.